# Scoloplos cylindrifer
Scoloplos cylindrifer är en ringmaskart som beskrevs av Ehlers 1905. Scoloplos cylindrifer ingår i släktet Scoloplos och familjen Orbiniidae.
Artens utbredningsområde är havet kring Nya Zeeland. Inga underarter finns listade i Catalogue of Life.